# Estancia de Santa Elena
Estancia de Santa Elena är en ort i Mexiko.   Den ligger i kommunen Maravatío och delstaten Michoacán de Ocampo, i den södra delen av landet, 140 km väster om huvudstaden Mexico City. Estancia de Santa Elena ligger 2 045 meter över havet och antalet invånare är 277.
Terrängen runt Estancia de Santa Elena är kuperad åt sydost, men åt nordväst är den platt. Runt Estancia de Santa Elena är det ganska tätbefolkat, med 104 invånare per kvadratkilometer. Närmaste större samhälle är Maravatío, 9,7 km väster om Estancia de Santa Elena. Omgivningarna runt Estancia de Santa Elena är en mosaik av jordbruksmark och naturlig växtlighet.